# Schrobenhausen
Schrobenhausen è una città tedesca di 16.200 abitanti, situato nel land della Baviera.